# Bistum Peoria
Das Bistum Peoria (lateinisch Dioecesis Peoriensis, englisch Diocese of Peoria) ist eine in den Vereinigten Staaten gelegene römisch-katholische Diözese mit Sitz in Peoria, Illinois.  

## Geschichte
Das Bistum Peoria wurde am 12. Februar 1875 durch Papst Pius IX. aus Gebietsabtretungen des Bistums Chicago errichtet. Es wurde dem Erzbistum Chicago als Suffraganbistum unterstellt. Am 11. Dezember 1948 gab das Bistum Peoria Teile seines Territoriums zur Gründung des Bistums Joliet in Illinois ab.

## Territorium
Das Bistum Peoria umfasst die im Bundesstaat Illinois gelegenen Gebiete Bureau County, Champaign County, DeWitt County, Fulton County, Hancock County, Henderson County, Henry County, Knox County, LaSalle County, Livingston County, Logan County, Marshall County, Mason County, McDonough County, McLean County, Mercer County, Peoria County, Piatt County, Putnam County, Rock Island County, Schuyler County, Stark County, Tazewell County, Vermilion County, Warren County und Woodford County.

## Bischöfe von Peoria
- John Lancaster Spalding, 1876–1908
- Edmund Michael Dunne, 1909–1929
- Joseph Henry Leo Schlarman, 1930–1951
- William Edward Cousins, 1952–1958, dann Erzbischof von Milwaukee
- John Baptist Franz, 1959–1971
- Edward William O’Rourke, 1971–1990
- John Joseph Myers, 1990–2001, dann Erzbischof von Newark
- Daniel Robert Jenky CSC, 2002–2022
- Louis Tylka, seit 2022